# Elodina argypheus
Elodina argypheus is een vlindersoort uit de familie van de Pieridae (witjes), onderfamilie Pierinae.
Elodina argypheus werd in 1890 beschreven door Grose-Smith & Kirby.